# 李文治 (1909年)
李文治（1909年—2000年），男，汉族，直隶（今河北）容城人，中国经济史学家，曾任中国社会科学院经济研究所研究员、博士生导师。